# Beth Chamberlin
Beth Chamberlin (Danville (Vermont) - Caledonia County, 1 oktober 1963) is een Amerikaanse actrice.

## Biografie
Chamberlin studeerde ballet aan de American Ballet Theater in New York, hierna studeerde zij af in dans en theaterwetenschap aan de New York-universiteit. Zij begon met acteren in het theater, zij speelde in onder andere The Taming of the Shrew.
Chamberlin begon in 1989 met acteren in de televisieserie Guiding Light waar zij in 1590 afleveringen speelde (1989-2009). Voor deze rol werd zij in 2010 genomineerd voor een Daytime Emmy Award in de categorie Beste Optreden door een Actrice in een Bijrol in een Televisieserie. Naast deze televisieserie speelde zij nog in meerdere televisieseries en films. Chamberlin schreef een boek over haar personage in Guiding Light met de naam Lorelei's Guiding Light, An Intimate Diary.

## Filmografie

### Films
- 2014 Wall Street - als Molly Conklin
- 2013 Murder in Manhattan - als Sheila Ramsey
- 2002 A Wedding Story: Josh and Reva - als Beth Raines LeMay
- 1990 Best Shots - als blonde vrouw zonder benzine
- 1989 The Big Picture - als stewardess

### Televisieseries
Uitgezonderd eenmalige gastrollen.
- 2022 La Reina del Sur - als Jane Kosar - 7 afl.
- 2019 Venice the Series - als Zelda - 8 afl.
- 1989-2009 Guiding Light - als Beth Raines - 1590 afl.
- 1993 Days of our Lives - als Nancy Trent - 2 afl.

### Computerspellen
- 2013 Grand Theft Auto V - als Abigail Mathers

- International Standard Name Identifier: 0000 0000 3353 2469
- Library of Congress Control Number: n2002020212
- Virtual International Authority File: 43655593
- WorldCat: E39PBJvhtghDx8TdhDHhTXvj4q